# 狄更斯岩
狄更斯岩（英語：Dickens Rocks），是南極洲的岩石，屬於比斯科群島中皮特群島的一部分，英國南極名稱諮詢委員會在1959年以該國作家查爾斯·狄更斯命名，現時由南極條約體系管理。